# Одноріг (село)
Одноріг — село в Україні, у Білоцерківському районі Київської області. Входить до складу Маловільшанської сільської громади. Населення становить 175 осіб.

## Населення

### Мова
Розподіл населення за рідною мовою за даними перепису 2001 року:
| Мова       | Кількість | Відсоток |
| ---------- | --------- | -------- |
| українська | 173       | 98.86%   |
| російська  | 2         | 1.14%    |
| Усього     | 175       | 100%     |